# Луна-10

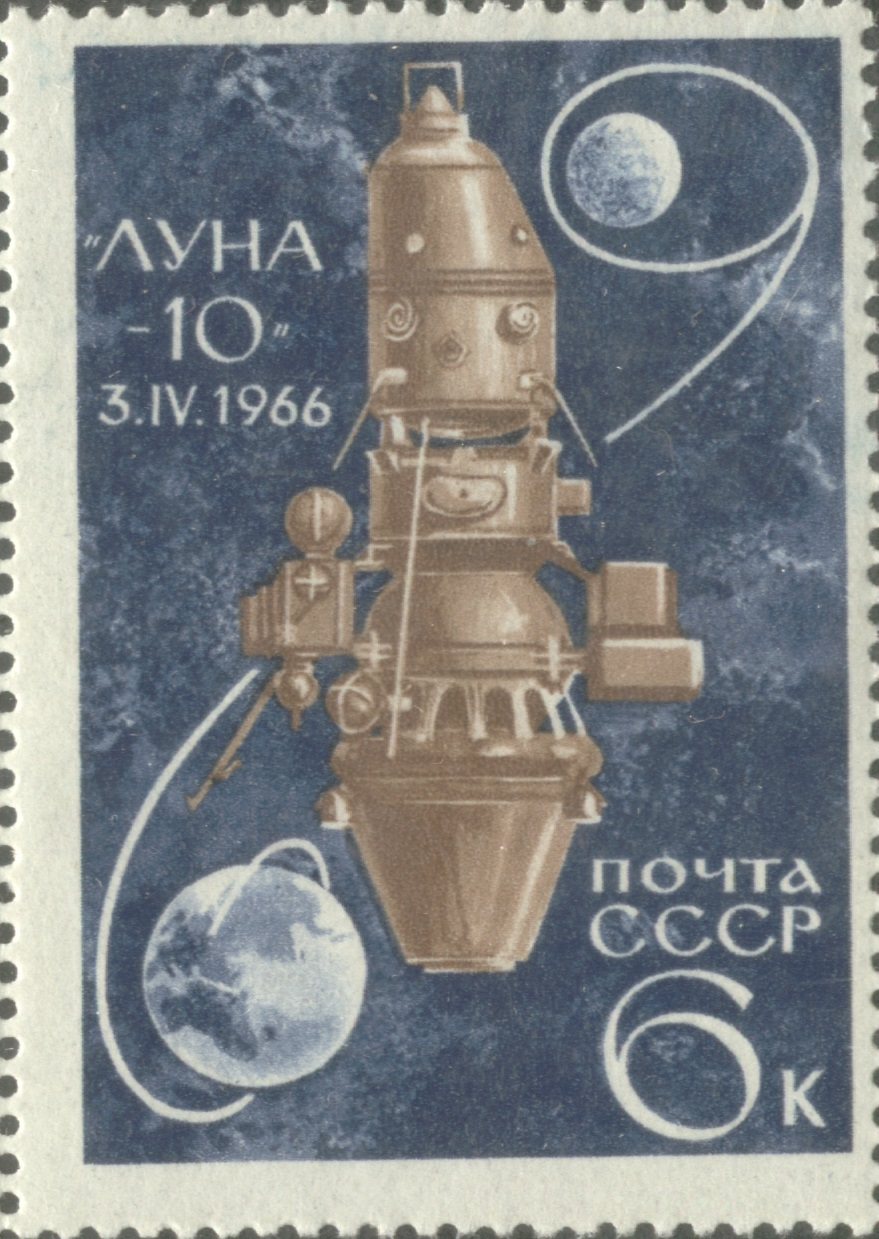
Поштова марка СРСР із зображенням космічного апарата «Луна-10»

«Луна-10» — радянська міжпланетна станція для вивчення Місяця і космічного простору.
31 березня 1966 з космодрому Байконур був здійснений пуск ракети-носія Молнія-М, яка вивела на траєкторію польоту до Місяця АМС «Луна-10». 3 квітня 1966 станція «Луна-10» вперше у світі вийшла на орбіту навколо Місяця. 29 травня 1966 АМС «Луна-10» впала на поверхню Місяця.

## Призначення
Космічний апарат був призначений для виведення на орбіту штучного супутника Місяця і проведення досліджень Місяця і навколомісячного простору. Він складався з перелітного ступеня, що здійснював корекцію траєкторії і перехід з неї на навколомісячну орбіту, і відокремлюваного супутника Місяця. Перелітний ступінь був уніфікований із станціями «Луна-4»—«Луна-9», а, оскільки для виходу на орбіту штучного супутника Місяця потрібна менша зміна швидкості, то маса супутника була помітно більша за масу АМС «Луна-9» і становила близько 250 кг. Повна маса станції під час перельоту Земля-Місяць — близько півтори тонни.

## Політ
На початковому етапі і до підльоту до Місяця рух АМС «Луна-10» принципово нічим не відрізнялися від руху «Луни-9» та інших станцій, на яких відпрацьовувалася м'яка посадка. Спершу «Луна-10» була виведена на орбіту штучного супутника Землі. За допомогою розгінного блоку швидкість станції була доведена до 10,9 км/с. При такій початковій швидкості тривалість польоту до Місяця повинна була складати трохи менше трьох з половиною діб.
Для попадання «Луни-10» в задану точку навколомісячного простору була проведена корекція траєкторії, після чого станція ввійшла до сфери дії Місяця, тобто в ту область космічного простору, у якій Місяць своїм притяганням здатен істотно впливати на політ станції. Радіус цієї сфери близько 66 тис. км.
Продовжуючи рухатися по пролітній траєкторії, «Луна-10» досягла розрахункової точки, віддаленої від поверхні Місяця на 1000 км. У момент проходження через цю точку швидкість станції становила 2,1 км / с, а після роботи гальмової рухової установки була знижена до 1,25 км / с. Таке зменшення швидкості забезпечило перехід станції під дією тяжіння Місяця з пролітної траєкторії на селеноцентричну орбіту. Через 20 секунд після вимкнення рухової установки власне автоматична місячна станція — «Луна-10» — відокремилася від рухової установки і відсіків системи управління і перетворилася на штучний супутник Місяця (ШСМ).

## Конструкція
Перший ШСМ являв собою герметичний контейнер вагою 245 кг. Обладнання супутника і джерела живлення були розташовані всередині корпусу. Зовні на корпусі знаходилися тільки антенні пристрої і деякі наукові прилади, як, наприклад, магнітометр, «пастки» метеорних частинок, блок теплових датчиків та інше.

Первинна еліптична орбіта супутника мала такі параметри:
- Найбільша відстань від поверхні Місяця — 1017 км;
- Найменша — 350 км;
- Період обертання навколо Місяця — 2 год 58 хв 15 с;
- Кут нахилу орбіти супутника до площини місячного екватора — 71° 54'

Створення таких супутників було необхідним етапом у освоєнні найближчого до нас небесного тіла. Якщо за допомогою автоматичних місячних станцій (АЛС), які здійснюють посадку на Місяць, детально вивчаються невеликі ділянки її поверхні, то за допомогою ШСМ можна вести детальні глобальні дослідження Місяця та навколомісячного простору.

## Призначення
Одне з найважливіших полягало в дослідженні гравітаційного поля Місяця. Рух ШСМ визначається в основному силою місячного притягання, а Земля і Сонце його збурюють. Але ще більше збурення супутник відчуває з боку самого Місяця. Якби Місяць був ідеальною кулею з однорідним розподілом речовини, то він не складав би на супутник ніякого збурюючого впливу. Але Місяць — не куля, і маси в його надрах розподілені далеко не рівномірно. У кінцевому підсумку все це позначається на русі супутника: повільно змінюється форма орбіти супутника, її розміри і положення в просторі. У результаті цих змін супутник має впасти на Місяць.
Аналізуючи характер руху першого ШСМ, радянські вчені встановили несиметричність поля тяжіння Місяця. Дія його помітно посилюється в середній меридіональної зоні зворотного боку. Це пояснюється тим, що там є витягнутість, завдяки якій Місяць придбала грушоподібної форми. Дане відкриття не тільки розширило наші уявлення про форму Місяця, але і викликало великий інтерес до нього з боку вчених-космогоністів, що займаються проблемами походження і розвитку небесних тіл.
До завдань, які можна успішно вирішити тільки за допомогою ШСМ, відноситься завдання уточнення маси небесного тіла. Чим точніше ми визначимо з спостережень період обертання супутника навколо Місяця, тим точніше зможемо обчислити відношення маси Місяця до маси Землі. Завдяки вивченню руху першого ШСМ це відношення було прийнято рівним 1/81, 3.
За допомогою першого ШСМ близько двох місяців вивчалися фізичні властивості навколомісячного простору і, зокрема, визначалася напруженість магнітного поля Місяця. Для цього на супутнику був встановлений високочутливий магнітометр.

## Результати місії
Вимірювання показали наявність у Місяця дуже слабкого магнітного поля, напруженість якого приблизно в тисячу разів менше напруженості магнітного поля Землі. На відміну від земного дипольного (двополюсного), воно виявилося однорідним.
Як відомо, сонячний вітер (потік заряджених частинок, безперервно що випускаються Сонцем) «здуває» земну магнітосферу у бік, протилежний Сонцю, так що у Землі утворюється магнітний шлейф. Він тягнеться на сотні тисяч кілометрів, тягнучись за орбіту Місяця, а тому в періоди повені може впливати на околиці нашого супутника.
«Луна-10» встановила, що такий вплив дійсно відбувається, коли Місяць в повний місяць потрапляє на лінію Земля-Сонце. Отже, фізика навколомісячного простору лише частково обумовлена самим Місяцем. Основний вплив на характеристики околиць Місяця надають випромінювання Сонця, космічні промені і періодично магнітний шлейф Землі. Оскільки у Місяця немає істотного магнітного поля, навколо нього немає і не може бути поясу радіації.
На обшивці ШСМ «Луна-10» знаходилися спеціальні датчики, чутливі до ударів метеорних частинок. Вивчення мікрометеорної обстановки показало, що в околицях Місяця щільність твердої метеорної речовини більш ніж в 100 разів перевищує середню для міжпланетного простору. Виходячи з тривалості експерименту, можна стверджувати, що знайдене згущення являє собою метеорний рій, безпосередньо пов'язаний з Місяцем силами тяжіння, тобто це згущення місцевого характеру.
Особливий інтерес являло вимірювання за допомогою першого ШСМ радіоактивності місячних порід. Виявивши власну радіоактивність, або так зване гамма-випромінювання Місяця, можна було по концентрації радіоактивних елементів встановити тип гірської породи і її хімічний склад. Крім того, вивчаючи гамма-випромінювання, ми отримуємо відомості про радіаційну обстановку на поверхні Місяця.
Як відомо, гамма-випромінювання пов'язане з природним розпадом радіоактивних елементів, що містяться в гірських породах: торію, урану і ізотопу калію-40. Але на Місяці таке ж випромінювання виникає ще в результаті дії космічних променів на місячну речовину. Воно називається наведеною радіацією. На її частку припадає не менше 90% всього гамма-випромінювання місячних порід. Загальний же рівень радіації на Місяці в 1,5—2 рази вище, ніж на Землі.
Виявилося, що вміст радіоактивних елементів в місячних породах приблизно такий же, як у земних базальтах. Основними породоутворюючими елементами місячної поверхні є кисень, магній, алюміній, кремній. Таким чином, дослідження, виконані з допомогою першого ШСМ «Луна-10», значно збагатило світову науку новими важливими даними про Місяць і навколомісячний космічний простір.
Маса КА після відділення від РН 1582 кг, маса місячного супутника 240 кг. На ШСМ була наукова апаратура: гамма-спектрометр для дослідження інтенсивності та спектрального складу гамма-випромінювання місячної поверхні, прилад для вивчення радіаційної обстановки поблизу Місяця, апаратура для вивчення сонячної плазми, прилади для реєстрації ІЧ-випромінювання поверхні Місяця, реєстратор метеорних частинок. ШСМ «Луна-10» активно існував 56 діб, здійснивши 460 обертів навколо Місяця. Проведено 219 сеансів радіозв'язку.